# Resolutie 1693 Veiligheidsraad Verenigde Naties
Resolutie 1693 van de Veiligheidsraad van de Verenigde Naties werd unaniem door de
VN-Veiligheidsraad aangenomen op 30 juni 2006 en verlengde
de versterking met 300 manschappen van de vredesmacht in Congo-Kinshasa tot eind september.

## Achtergrond
In 1994 braken in de Democratische Republiek Congo etnische onlusten uit die onder meer
werden veroorzaakt door de vluchtelingenstroom uit de buurlanden Rwanda en Burundi.
In 1997 beëindigden rebellen de lange dictatuur van Mobutu en werd
Kabila de nieuwe president.
In 1998 escaleerde de burgeroorlog toen andere rebellen Kabila probeerden te verjagen. Zij zagen zich
gesteund door Rwanda en Oeganda.
Toen hij in 2001 omkwam bij een mislukte staatsgreep werd hij opgevolgd door zijn zoon.
Onder buitenlandse druk werd afgesproken verkiezingen te houden die plaatsvonden in 2006 en gewonnen
werden door Kabila.
Intussen zijn nog steeds rebellen actief in het oosten van Congo en blijft de situatie er gespannen.

## Inhoud

### Waarnemingen
Op 30 juli 2006 zouden in Congo parlements- en presidentsverkiezingen plaatsvinden.
Voor stabiliteit op lange termijn moesten verder ook 's lands veiligheidsdiensten hervormd worden. Men was bezorgd
om de vijandelijkheden door milities en buitenlandse gewapende groepen die het oosten van het land nog steeds
onveilig maakten.

### Handelingen
De versterking van de MONUC-vredesmacht, die met resolutie 1635
was geautoriseerd, werd verlengd tot 30 september. De secretaris-generaal
werd gevraagd de terugtrekking van die versterkingen al voor te bereiden. De Congolese partijen werden nog eens
opgeroepen te zorgen voor eerlijke verkiezingen en niet aan te zetten tot haat en geweld.

## Verwante resoluties
- Resolutie 1669 Veiligheidsraad Verenigde Naties
- Resolutie 1671 Veiligheidsraad Verenigde Naties
- Resolutie 1698 Veiligheidsraad Verenigde Naties
- Resolutie 1711 Veiligheidsraad Verenigde Naties

Lijst ·  1652 ·  1653 ·  1654 ·  1655 ·  1656 ·  1657 ·  1658 ·  1659 ·  1660 ·  1661 ·  1662 ·  1663 ·  1664 ·  1665 ·  1666 ·  1667 ·  1668 ·  1669 ·  1670 ·  1671 ·  1672 ·  1673 ·  1674 ·  1675 ·  1676 ·  1677 ·  1678 ·  1679 ·  1680 ·  1681 ·  1682 ·  1683 ·  1684 ·  1685 ·  1686 ·  1687 ·  1688 ·  1689 ·  1690 ·  1691 ·  1692 ·  1693 ·  1694 ·  1695 ·  1696 ·  1697 ·  1698 ·  1699 ·  1700 ·  1701 ·  1702 ·  1703 ·  1704 ·  1705 ·  1706 ·  1707 ·  1708 ·  1709 ·  1710 ·  1711 ·  1712 ·  1713 ·  1714 ·  1715 ·  1716 ·  1717 ·  1718 ·  1719 ·  1720 ·  1721 ·  1722 ·  1723 ·  1724 ·  1725 ·  1726 ·  1727 ·  1728 ·  1729 ·  1730 ·  1731 ·  1732 ·  1733 ·  1734 ·  1735 ·  1736 ·  1737 ·  1738